# Haplotaxida
Los haplotáxidos (Haplotaxida) son un grupo de lombrices (Oligochaeta) con nivel de orden que ha tenido diversas interpretaciones, por lo que su circunscripción es ambigua y frecuentemente no monofilética. En ciertos casos agrupa a lombrices acuáticas o semiacuáticas, ya sea marinas o de agua dulce; en otros casos la definición es más amplia, abarcando también las lombrices de tierra.
Dado que otros anélidos Clitellata están incrustados entre y alrededor de los Haplotaxida, la tradicional Oligochaeta son un grupo parafilético, por lo tanto el Haplotaxida podría finalmente pasar a ser una subclase dentro de Clitellata u Oligochaeta ampliado.

## Taxones inferiores
Haplotaxida es un taxón con varias interpretaciones, entre las cuales tenemos:
Según NCBI y CBIF
Dividen Haplotaxida en 3 grupos:
- suborden Haplotaxina (monotípico)
- suborden Tubificina
- suborden Lumbricina (lombrices de tierra)

Según Jamieson y Taxonomicon
Jamieson (1988) y Taxonomicon presenta la siguiente taxonomía:
- superorden Haplotaxidea (monotípico)
  - orden Haplotaxida
    - familia Haplotaxidae
      - género Haplotaxis

    - familia Tiguassuidae
      - género Tiguassu

Según Jamieson (1978) incluía 4 subórdenes:
- Haplotaxina
- Alluroidina
- Moniligastrina
- Lumbricina

Según Brusca y Brusca
Divide en familias (1990):
- Alidae
- Megascolecidae
- Tubificidae
- Naidiade
- Lumbricidae
- Hormogastridae
- Microchaetidae
- Tritogeniidae

Según WoRMS
Divide en un suborden y muchas familias:
- suborden Tubificina
- incertae sedis (familias)
  - Ailoscolecidae
  - Alluroididae
  - Almidae
  - Biwadrilidae
  - Criodrilidae
  - Diporodrilidae
  - Dorydrilidae
  - Haplotaxidae
  - Hormogastridae
  - Kazimierzidae
  - Lycodrilidae
  - Microchaetidae
  - Narapidae
  - Ocnerodrilidae
  - Octochaetidae
  - Parvidrilidae
  - Rhinodrilidae
  - Syngenodrilidae
  - Tiguassidae
  - Tritogeniidae

Según Wikispecies
Divide en 4 subórdenes:
- Haplotaxina
- Lumbricina
- Moniligastrina
- Tubificina
- incertae sedis

Según ITIS
ITIS considera que Haplotaxida ya no es un táxon válido. Sí considera al orden Tubificida, en donde la familia monotípica Haplotaxidae tendría una posición incierta.